# Комиссия НСДАП по высшему образованию
Комиссия НСДАП по высшему образованию (нем. Hochschulkommission der NSDAP) — комиссия в составе штаба заместителя фюрера Рудольфа Гесса. Образована в 1934 году для централизации процессов принятия решений в НСДАП в области высшего образования и стала противовесом для созданного за несколько месяцев до этого Имперского министерства народного образования. Комиссия обладала в течение определённого периода времени значительным влиянием на медицинских факультетах университетов Германии. С 1935 года постепенно утратила своё значение в результате внутренней борьбы за власть. Прекратила свою деятельность в 1938—1939 годах. Управляющим директором и фактическим руководителем комиссии являлся мюнхенский дерматолог Франц Вирц. Членами комиссии являлись Альфред Боймлер, Альберт Дериксвейлер, Ганс Франк, Вальтер Франк, Генрих Галль, Ганс Рейнерт, Альфред Розенберг, Ганс Шемм, Карл Шмитт, Герхард Вагнер.